# Bernardino de Conti

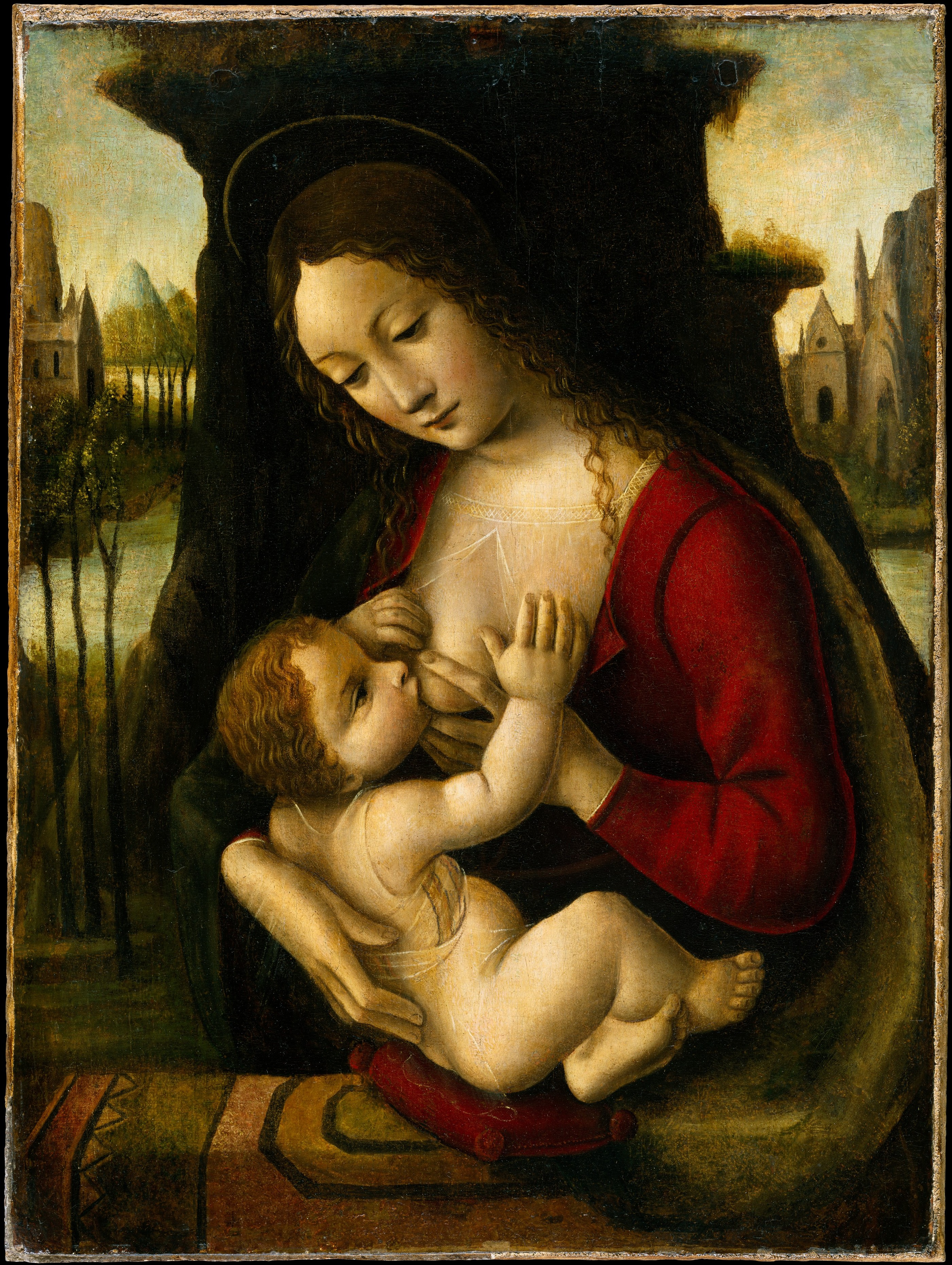
Madonna con el Niño, Metropolitanos Museum of Art

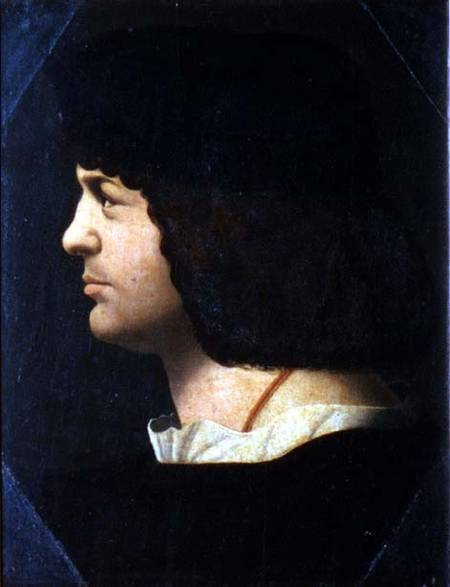
Retrato viril, Galería de los Ufffizi

Bernardino de Conti (Castelseprio, 1470 – Pavia, 1523)  fue un pintor de la Lombardía.

## Biografía
Hijo del "maestro" Baldassarre, domiciliado en Milán en 1494, como lo confirma la firma "Bernardinus de Cornite de Mediolani", escrita por el artista en numerosos cuadros;  poca información sobre la vida del pintor perteneciente, según algunos historiadores del arte, a la familia de los condes de Castel Seprio, como lo demuestra la firma impresa en el retrato masculino conservado en Roma en la colección Sterbini.
Su formación artística tuvo lugar en Pavía, utilizando como modelos de referencia a Vincenzo Foppa y los pintores lombardos pre- Leonardo.
El retablo de San Pietro in Gessate es la obra religiosa más antigua de su carrera; no hay información relevante sobre él desde el año 1508 al 1522 . En consecuencia, los historiadores del arte especulan que se mudó a Francia .
La última obra documentada se remonta a 1522, una Virgen con el Niño, por lo que es probable que el artista falleciera en esos años.
Sus obras firmadas atestiguan una gran predilección por los retratos de importantes personalidades de la vida política lombarda y, en menor medida, un cierto interés por los temas sagrados, dignamente representados por la serie de La Virgen y el Niño ( 1523 ) y por los Ángeles y almas del Purgatorio ( 1502). ).
Entre las obras realizadas entre 1496 y 1523 mencionamos: el Retrato de niño Francisco II Sforza ( 1496 ), en la Pinacoteca Vaticana; el Retrato masculino ( 1497 ), de la colección Crespi de Milán; el Retrato de un prelado ( 1499 ), en los Museos de Berlín-Dahlem; el Retrato de Carlos de Amboise ( 1500 ), conservado en la Pinacoteca Civica de Varallo ( 1500 ); el Retrato de Sisto della Rovere ( 1501 ), en el Schlossmuseum de Berlín; el Retrato de Catellano Trivulzio ( 1505 ) en el Museo de Brooklyn ; el Retrato de Alvise da Besozzo ( 1506 ), en los Museos de Berlín .

Si los críticos de arte suelen insertar a Bernardino de Conti en las filas de Leonardo para obras religiosas, el pintor, sobre todo en la ejecución de los retratos, demostró ser más autónomo, tanto para la vista de perfil tradicionalmente lombarda sobre fondo neutro como oscuro. con una atención a los detalles del traje que sugieren su familiaridad con la miniatura, tanto por una dureza plástica como de dibujo de derivación nórdica. 

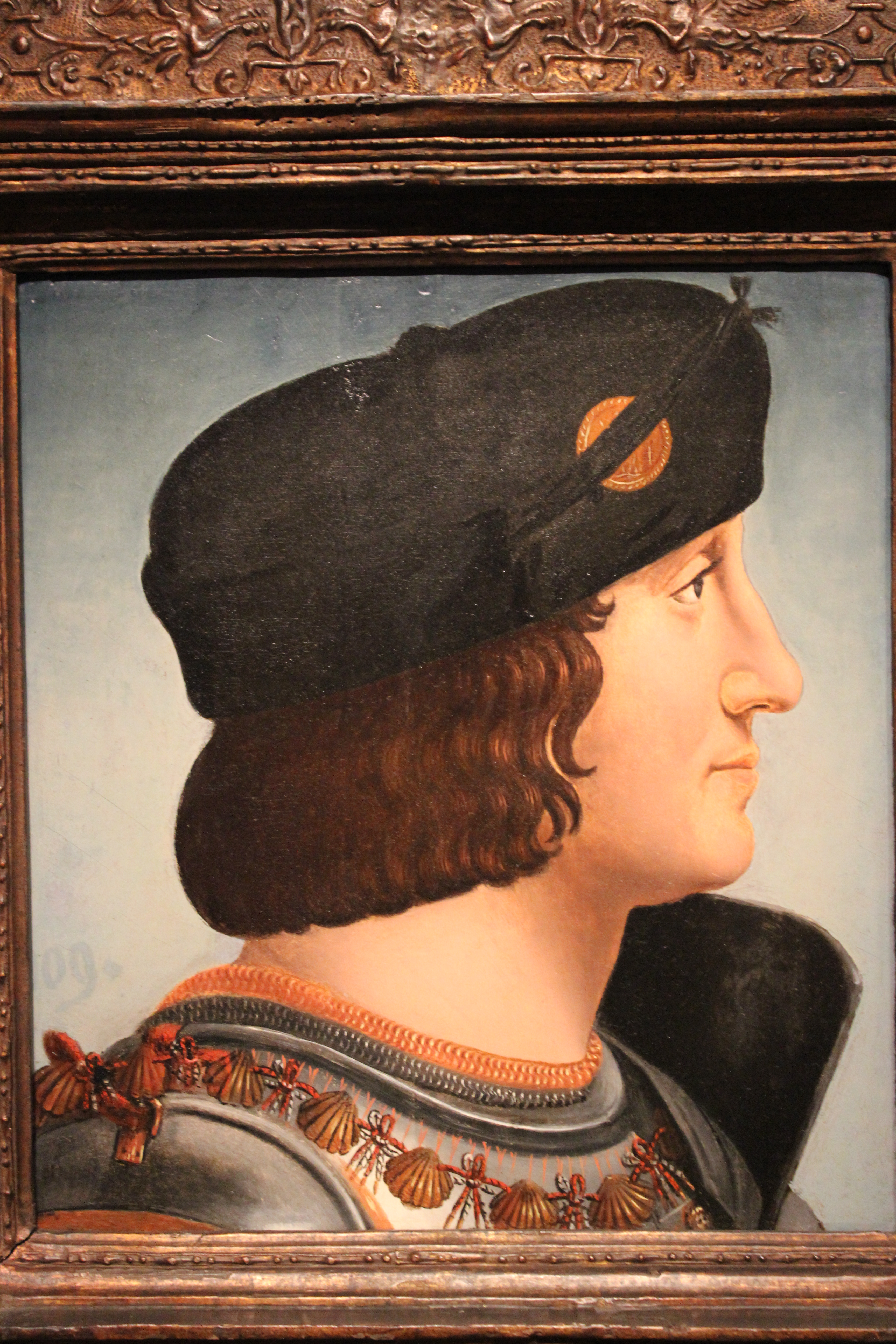
Retrato de Charles d'Amboise, 1500, Museo de Arte de Seattle
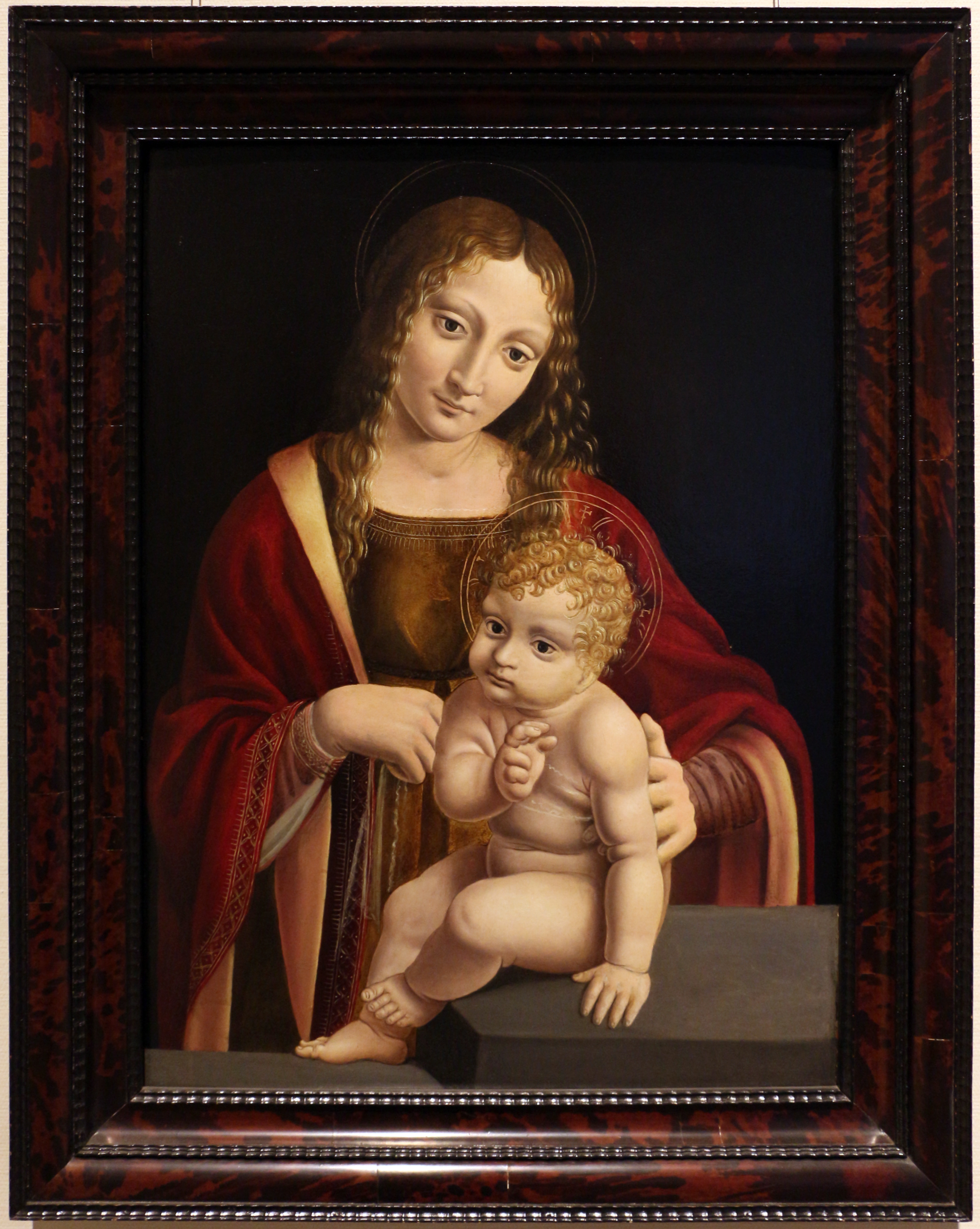
Virgen y el niño, 1500, Galería de imágenes del castillo Sforza
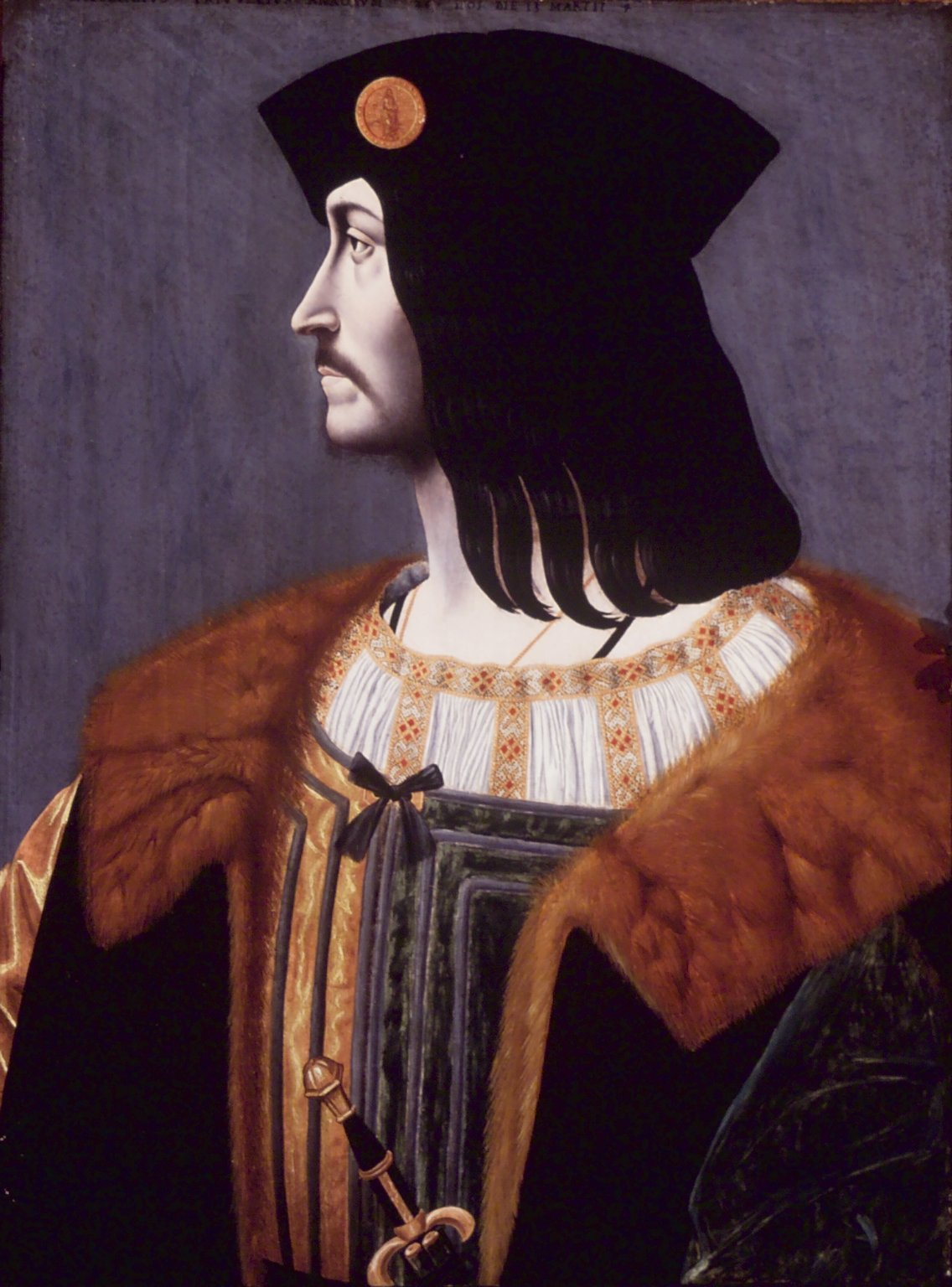
Retrato de Catellano Trivulzio, 1505, Museo de Brooklyn
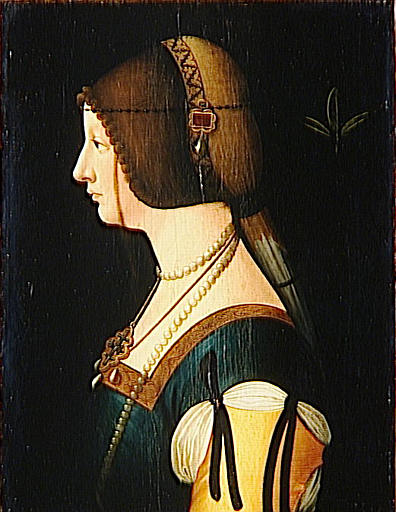
Retrato de Bianca Maria Sforza, Museo del Louvre